# Ravenna (Oscar Wilde)
Ravenna is het eerste lange gedicht van de uit Ierland afkomstige schrijver Oscar Wilde en het werk dat hem ook buiten de kringen van de Universiteit van Oxford bekendheid zou verschaffen. Het gedicht dateert uit 1878 en was de winnende inzending voor de nog altijd jaarlijks gehouden wedstrijd om de Newdigate Prize. Deze prijs werd in 1805 ingesteld door de Engelse politicus en antiquaar Sir Roger Newdigate.
De jury stelt vooraf de regels vast wat betreft het thema, de lengte van het gedicht en eventueel de vereiste vorm. In Wildes geval was het opgegeven thema Ravenna. Het gedicht mocht oorspronkelijk niet meer dan 50 regels tellen, maar deze restrictie werd opgeheven. De juryleden waren bij de beoordeling van de werken niet op de hoogte van de identiteit van de inzenders.
Het toeval wilde dat Oscar Wilde de stad het jaar daarvoor had bezocht en hij dus kon putten uit eigen herinnering en ervaringen. Wildes gedicht werd tot winnaar uitgeroepen en, zoals de gewoonte was en is, las de dichter het werk zelf voor tijdens de Encaenia, de jaarlijkse gedenkdag voor de stichters en weldoeners van de universiteit, op 26 juni 1878. De lezing werd een succes en werd enkele malen onderbroken door applaus. Er werd wel wat gegniffeld bij zijn beschrijving hoe hij de stad te paard naderde en betrad. Bekend was dat Wilde een beroerd ruiter was. Bovendien was hij er per trein gearriveerd.
Wilde beschrijft de oude en historische stad in lyrische bewoordingen, vermeldt het als de plaats waar het Mausoleum van Theodorik staat, waar ook Dante Alighieri begraven ligt en waar de beroemde Engelse dichter Lord Byron woonde. De geschiedenis van het Romeinse Rijk wordt in herinnering geroepen, evenals het ontstaan van de Italiaanse staat. Ook de omliggende natuur wordt beschreven in haar diverse aspecten, zodat het gedicht een ode wordt aan de oude en moderne stad.
Het gedicht bestaat uit zeven delen van verschillende lengte en is opgebouwd uit jambische pentameters, wat inhoudt dat elke regel vijf jambische versvoeten bevat en derhalve bestaat uit tien lettergrepen. Het toegepaste rijmschema is aa bb etc.